# Elvin Bishop
Elvin Richard Bishop (21 de octubre de 1942) es un cantante y guitarrista estadounidense de música blues y country. En su extensa carrera musical logró ubicar un sencillo ("Fooled Around And Fell In Love") en el #3 de las listas de éxitos estadounidenses. Fue miembro del grupo Paul Butterfield Blues Band y como tal fue presentado en el Salón de la Fama del Rock and Roll en el año 2015.

## Discografía

### Estudio
- The Elvin Bishop Group (1969)
- Feel It! (1970)
- Rock My Soul (1972)
- Let It Flow (1974)
- Juke Joint Jump (1975)
- Struttin' My Stuff (1975)
- Hometown Boy Makes Good! (1976)
- Hog Heaven (1978)
- Is You Is or Is You Ain't My Baby (1981)
- Big Fun (1988)
- Don't Let the Bossman Get You Down! (1991)
- Ace in the Hole (1995)
- The Skin I'm In (1998)
- Party Till the Cows Come Home (2004)
- Gettin' My Groove Back (2005)
- The Blues Rolls On (2008)
- Little Smokey Smothers & Elvin Bishop: Chicago Blues Buddies (2009)
- Red Dog Speaks (2010)
- Can't Even Do Wrong Right (2014)

### Álbumes recopilatorios
- The Best of Elvin Bishop: Crabshaw Rising (1975)
- Sure Feels Good: The Best of Elvin Bishop (1992)

### En vivo
- Raisin' Hell (1977)
- That's My Partner! (2000)
- King Biscuit Flower Hour Presents in Concert (2001)
- Booty Bumpin' (2007)
- Raisin' Hell Revue (2011)
- Live On The Legendary Rhythm & Blues Cruise (2011)